# Ефремов, Павел Васильевич
Павел Васильевич Ефремов (Род. 14 марта 1947 года в селе Самсоново Белоглазовского района Алтайского края, РСФСР, СССР) — советский и российский политический деятель, депутат Государственной Думы ФС РФ первого созыва (1993—1995)

## Биография
В 1964 году работал на автобазе слесарем, в 1971 году был студентом, лаборантом. Получил высшее образование по специальности «ученый зоотехник» в Семипалатинском зооветеринарном институте.
С 1971 по 1978 год работал в совхозе «Бородулихинский» Бородулихинского района Семипалатинской области зоотехником, управляющим отделением, главным зоотехником, директором совхоза «Бородулихинский».
С 1978 по 1980 год работал в Бородулихинском районном комитете КПСС Семипалатинской области вторым секретарём. С 1981 по 1982 год работал в совхозе «Новоалтайский» Алтайского края главным зоотехником. С 1982 по 1983 год работал в Первомайском районном комитете КПСС заведующим сельскохозяйственным отделом, инструктором Алтайского краевого комитета КПСС. С 1983 по 1984 год работал председателем Первомайского райисполкома, с 1984 по 1990 год работал в Первомайском районном комитете КПСС Алтайского края в должности первого секретаря.
С 1990 по 1991 год работал в Объединении «Алтайплодоовощхоз» генеральным директором. С 1991 по 1993 год работал в Главном управлении сельского хозяйства Алтайского края начальником управления, заместителем главы администрации Алтайского края.
В 1993 году избран депутатом Государственной думы Федерального Собрания Российской Федерации первого созыва от Бийского одномандатного избирательного округа № 36. В Государственной думе был членом комитета по аграрным вопросам, входил во фракцию Аграрной партии России.
С 2000 до 2011 год был главой Первомайского района, в 2011 году ушёл в отставку по собственному желанию. В 2006 году глава Первомайского района Ефремов был избран председателем Совета муниципальных образований Алтайского края.